# Leonid Chizhik
Leonid Chizhik (auch Leonid Arkadjewitsch Tschischik, russisch Леонид Аркадьевич Чижик; * 1. Januar 1947 in Chișinău, Moldauische Sozialistische Sowjetrepublik) ist ein aus der ehemaligen Sowjetunion stammender Jazzpianist und Hochschullehrer, der in Deutschland lebt.

## Biografie
Der aus einer jüdischen Familie stammende Chizhik besuchte ab 1954 die staatliche Musikschule in Charkow; mit 15 Jahren trat er in einer Unterhaltungsband auf. Er studierte ab 1965 am Gnessin-Institut Moskau Komposition, Musikwissenschaft und Klavier bei Theodor Gutman, wo er eine Ausbildung zum Konzertpianist absolvierte. In Moskau erhielt er in dem damals tonangebenden Jazz-Café Molodjoschnoje („Jugend“) Anschluss an die Jazzszene der Hauptstadt, spielte im Trio von German Lukjanow und in Georgi Garanjans Melodija Ensemble, in der Hauptbeschäftigung allerdings im staatlichen Varietéorchester. Nachdem er zunächst lediglich als klassischer Solist konzertierte, bekam er nach einem Debütalbum bei Melodija ab 1974 auch die Möglichkeit, öffentlich Jazz zu spielen. Nach Gründung eines eigenen Trios genoss er bald „Popularität [als] ein Großmeister des konzertanten Jazzklaviers“. Als „Verdienter Künstler der UdSSR“ wurde er 1983 ausgezeichnet, im Staatsfernsehen hatte er eine regelmäßige Show. Erst Mitte der 1980er Jahre hatte er auch Auftritte als Solist außerhalb der Sowjetunion, u. a. in Tokio, Brasilien, Paris, Berlin und auf dem Klaviersommer in München, wo er ab 1991 lebte. 
Ab 1992 war er als Dozent am Richard-Strauss-Konservatorium München tätig, ab 1994 als Professor an der Musikhochschule Weimar und seit 2004 zugleich an der Musikhochschule München. Ab den 1990er Jahren folgten Projekte im Bereich des Jazz und der klassischen Musik u. a. mit Gidon Kremer und Leszek Zadlo. Weiterhin ist er Mitglied des Vorstandes der International Jazz Federation und Generaldirektor des Moscow Art Center.
S. Frederick Starr beschreibt Chizhik als „virtuose[n] Pianist[en], der die erschreckende Geschwindigkeit Art Tatums mit dem delikaten Anschlag Teddy Wilsons verbindet.“ Obwohl er auch Bebop-Phrasierungen benutzt, „scheint überall das lyrische und romantische Element in seinem Spiel durch.“ Für Starr steht er in der Tradition Alexander Tsfasmans; er hat wie dieser auch George Gershwins Musik eingespielt.

## Diskographische Hinweise
- Reministesntsii (Reminiscences) (Melodija, 1981)
- Jam Session Moscow (Fusion Records/Bellaphon, 1981) mit Hans Kumpf
- In Concert (MFSL, 1986)
- Days Of Wine And Roses (Loft; 1987)
- Lockenhaus Collection: Opus Scherziando (Phillips, 1990)
- Les Pianos de la Nuit (La Roque d’Antheron) (DVD, Ideal Audience, 2002)
- Rag-Gidon-Time (Deutsche Grammophon, 2005)
- TRIBUTE - Leonid Chizhik and Friends (listen2this, 2007)